# Aristónimo
Aristónimo (en griego Ἀριστώνυμος) fue  un comediógrafo de la Antigua Grecia, contemporáneo de Aristófanes y Amipsias. De su obra solo se conservan escasos fragmentos como los citados por Ateneo en los Deipnosofistas. Este autor menciona como obras suyas Teseo y Helios tiritando.
La Suda dice de él que vivió en la época de Ptolomeo Filadelfo y en la de Ptolomeo IV Filopator y que dirigió la Biblioteca de Alejandría, datos que son incongruentes con la supuesta cronología histórica y con los testimonios de otros autores, por lo que la historiografía actual opina que se trata de un error cometido en la Suda donde probablemente se hayan incluido en la entrada de este autor datos de Aristófanes de Bizancio.